# Hattardalstindur

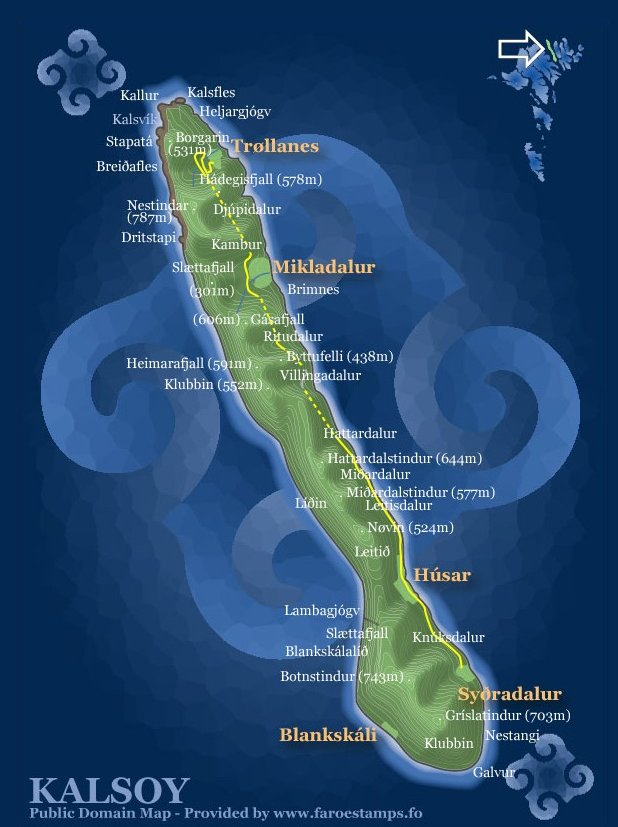
Karta över Kalsoy med Hattardalstindur utmärkt

Hattardalstindur är ett berg på ön Kalsoy i norra delen av ögruppen Färöarna. Berget högsta topp är 644 meter över havet, vilket gör toppen till det fjärde högsta berget på ön. Hattardalstindur är belägen på den norra delen av Kalsoy, nära den högsta toppen Nestindur (783 meter) som ligger sydväst om Hattardalstindur.